# Mumus
A mumus vagy bubus a magyar néphiedelemben gyerekeket ijesztgető láthatatlan lény. Legtöbbször a sötétséggel hozzák összefüggésbe, de magáról az alakjáról nincs leírás még más népek hiedelemvilágában sem. Bizonyos feltevések szerint azért nincs róla sehol alaki leírás, mert mindenki számára saját félelmeinek megtestesítője. Rosszindulatú szellemlény.

## A köznyelvben
A köznyelvben máig is gyermekek fegyelmezésére  használják, például „Ne sírj, mert elvisz a mumus”, „Hallgass, mert jön a mumus”.
A néphiedelem más nevekkel is illeti a mumust, ismert elnevezése még a „zsákos ember”, a bákász vagy bakurász illetve a böbös, amelyet inkább Erdélyben használnak.

## Irodalmi vonatkozások
- Kosztolányi Dezső: A mumus és a bubus (Hírlapi írások).
- Stephen King A mumus című novellájában is megjelenik. A főszereplő gyerekeit öli meg. Az író „fekete nyálkás, madárijesztő-fejű valami”-ként írja le hosszú karmokkal.

- A Harry Potter és az azkabani fogoly című könyvben is szerepel, később a Harry Potter és a Tűz Serlegében, Harry Potter és a Főnix Rendjében is. [2]

- Lázár Ervin A zöld lific című, A manógyár című kötetében[3] megjelent meséjében is megemlíti, de ott kiderül róla, hogy egy kedves cicaszerű lény. (Hasonlók derülnek ki itt az ugyancsak gyermekijesztgetéskor emlegetett zöld lificről, konkóról és bákászról is.)